# Eleocharis moorei
Eleocharis moorei là loài thực vật có hoa trong họ Cói. Loài này được M.T.Strong & S.González mô tả khoa học đầu tiên năm 2000.